# Франц Йозеф Юнг
Франц Йозеф Юнг (нім. Franz Josef Jung; нар. 5 березня 1949, Ербах) — німецький державний і політичний діяч.

## Життєпис
У 1974 році закінчив Університет Майнца, в якому вивчав право. У 1978 році захистив докторську дисертацію і отримав звання доктора юриспруденції.
Працював адвокатом і нотаріусом у Ельтвіллі, вступив до Молодіжного союзу ХДС і швидко увійшов до його керівних органів. У 1981–1983 роках був заступником голови Молодіжного союзу. У 1998 році увійшов до складу правління ХДС як заступник голови земельної організації ХДС Гессена.
У 1989, 1994, 1999 і 2004 роках обирався членом Федеральних зборів.
У 1987–1999 рр. — парламентський секретар фракції ХДС у бундестазі.
У 1999–2000 рр. — міністр уряду Гессена у справах федерації і європейських зв'язків, глава канцелярії.
З 2003 року — голова християнсько-демократичної частини фракції ХДС / ХСС у бундестазі.
У 2005–2009 рр. — міністр оборони Німеччини, змінив на посту Петера Штрука.
28 жовтня 2009 був призначений міністром праці і громадських справ Німеччини. 27 листопада того ж року подав у відставку після того, як його ім'я виявилося замішаним у скандалі з приховуванням повітряних ударів НАТО в Афганістані.
Юнг є римським католиком. Він одружений, має трьох дітей.